# George Sampson
George Sampson (Warrington, 29 juni 1993) is een Brits streetdancer.
Na in 2007 niet door de audities van de eerste serie van Britain's Got Talent gekomen te zijn, won hij de tweede serie op 31 mei 2008. Sampson won daarmee £100,000 en een optreden bij de Royal Variety Performance voor prins Charles.
Hij speelde Eddy in the film StreetDance 3D en StreetDance 2.